# Junts i barrejats (pel·lícula de 2014)
Junts i barrejats (títol original en anglès: Blended) és una pel·lícula de comèdia romàntica esatunidenca de 2014 dirigida per Frank Coraci i escrita per Ivan Menchell i Clare Sera. La pel·lícula és protagonitzada per Adam Sandler, Drew Barrymore, Bella Thorne, Terry Crews, Joel McHale i Wendi McLendon-Covey. Es va estrenar el 23 maig de 2014. Ha estat doblada i subtitulada al català.
És la tercera col·laboració en comèdia romàntica entre Sandler i Barrymore, després d'haver col·laborat en El noi ideal i 50 primeres cites. Coraci també va dirigir prèviament a Sandler i Barrymore a El noi ideal.

## Argument
Jim (Adam Sandler) i Lauren (Drew Barrymore) són dos pares solters que es coneixen en una cita a cegues en Hooters, la qual resulta ser un complet desastre i per tant, Jim i Lauren acorden no tornar a veure més. No obstant això, Jim i Lauren planegen anar de vacances a l'Àfrica per separat amb les seves famílies. Llavors els dos clans es troben a Sud-àfrica, on hauran de compartir habitacions en un luxós hotel romàntic, i les filles de Jim, Hilary (Bella Thorne), una adolescent confosa moltes vegades com un home, ESPN (Emma Fuhrmann), una noia que la hi passa parlant sola amb la seva mare imaginària (morta a causa de càncer) i Lou (Alyvia Alyn Lind), la més petita, que adora al seu pare; i els de Lauren: Brendan (Braxton Beckham), un noi pervertit enamorat de la seva mainadera i Tyler (Kyle Red Silverstein), un nen entremaliat i amant del beisbol. Encara que al principi no es portin molt bé aviat s'aniran relacionant millor fins que tots acabin com una sola família.

## Repartiment
- Adam Sandler com Jim Friedman
- Drew Barrymore com Lauren Reynolds
- Bella Thorne com Hilary (Larry) Friedman
- Emma Fuhrmann com Espn Friedman
- Alyvia Alyn Lind com Lou Friedman
- Braxton Beckham com Brendan
- Kyle Red Silverstein com Tyler
- Zak Henri com Jake
- Kevin Nealon com Eddy
- Jessica Lowe com Ginger
- Wendi McLendon-Covey com Jen
- Abdulaye N'Gom com Mfana
- Shaquille O'Neal com Doug
- Terry Crews com Nickens
- Joel McHale com Mark Reynolds. xD
- Dan Patrick com Dick
- Allen Covert com 220 Tom
- Michael Buscemi com Baseball Dad
- Alexis Arquette Cameo

La pel·lícula també compta amb un cameo del jugador de criquet sud-africà Don Steyn.

## Producció
Wendi McLendon-Covey també es va unir a l'elenc de la pel·lícula el 31 de juliol, va interpretar el paper de la millor amiga de Barrymore que no té fills. Chelsea Handler va ser triada prèviament en aquest paper. El 31 de juliol de 2013, Warner Bros va canviar el títol de Blended a The Familymoon, abans de tornar al seu títol original aquest novembre.
Junts i barrejats es va rodar principalment a Sun City, Sud-àfrica; algunes de les escenes també es van filmar prop de Lake Lanier, Buford i Gainesville a Geòrgia. Warner Bros la pel·lícula va ser co-produïda amb Happy Madison Productions.
El primer tràiler de la pel·lícula va ser estrenat el 17 de desembre de 2013, seguit d'un altre tràiler el 3 d'abril de 2014.